# Meet the Residents
| Recensione              | Giudizio       |
| ----------------------- | -------------- |
| Ondarock                | Pietra miliare |
| Piero Scaruffi          |                |
| AllMusic                |                |
| Dizionario del pop-rock |                |

Meet the Residents (sottotitolato The First Album by North Louisiana's Phenomenal Pop Combo) è l'album di debutto del gruppo musicale statunitense The Residents, pubblicato nel 1974 dalla Ralph Records.

## Il disco
Meet the Residents venne realizzato adoperando alcune registrazioni casalinghe effettuate in precedenza. La prima facciata comprende nove brani, organizzati in quattro suite, mentre la seconda è composta di soli tre brani quasi del tutto strumentali. Nonostante quanto possano far pensare la copertina ed il titolo del disco, i brani presenti nell'opera non hanno nessuna attinenza con i Beatles.
La prima traccia è Boots che ripete ossessivamente la parte finale del ritornello del celebre successo di Nancy Sinatra These Boots Are Made for Walkin' sullo sfondo sonoro di stridii e rumori meccanici vari. Segue Numb Erone, introdotta dal suono di un pianoforte strimpellato, è uno stridulo strumentale che sfocia direttamente in Guylum Bardot, traccia dove un sassofono viene accompagnato da un cantato nasale a due voci. La tetra Breath and Length contiene suoni di abbaio di cane trattati elettronicamente e un'angosciosa cantilena recitata da una voce femminile. Consuelo's Departure è costituita da percussioni metalliche, rumori vari di presse, seghe, sbuffi e tastiere tamburellanti, che si tramutano nella successiva Smelly Tongues dai bizzarri suoni elettronici. Rest Aria presenta una melodia romantica suonata al pianoforte su un tappeto sonoro di violoncello che si tramuta però in un'inquietante nenia straniante con un finale "jazzy" per tromba e sassofono. Skratz inizia con una voce da crooner d'altri tempi che recita una sordida storia sullo sfondo del suono percussivo di timpani, piatti e fiati; si tratta di un brano in qualche maniera simile a The Gift presente sul secondo album dei Velvet Underground White Light/White Heat. Spotted Pinto Bean viene introdotta da accordi al pianoforte che conducono a spettrali cori di voci femminili che intonano un presunto canto natalizio al quale fanno da controcanto basse voci maschili, una tromba e un pianoforte, mentre una voce di donna singhiozza; la traccia si conclude con rumori di temporale e pioggia via via sempre più forti.
Il secondo lato si apre con Infant Tango, brano dove l'influenza stilistica (e non solo) di Captain Beefheart è più evidente. Una voce cavernosa e gutturale declama il testo del brano seguita dal suono di una chitarra elettrica latin-jazz sopra un ritmo stralunato sostenuto da piano e fiati alternativamente. In Seasoned Greetings tornano a far capolino le stranianti atmosfere natalizie dove da un arrangiamento di fiati e pianoforte emerge una voce maschile che fa gli auguri "a mamma e papà"... L'ultima traccia del disco è la lunga N-ER-GEE (Crisis Blues), che riprende inizialmente "l'atmosfera natalizia" della traccia precedente e che prosegue con suoni di percussioni e strumenti mal suonati, una versione destrutturata di Nobody But Me che si interrompe bruscamente come se il disco si fosse incantato, e inquietanti suoni e lamenti, vocalizzi striduli, e una filastrocca senza parole cantilenata che termina il brano in un canto corale finale recitante: «Go Home America» (Vattene a casa, America").

### Pubblicazione
L'album venne pubblicato in formato mono nel 1974 in sole mille copie, e presentava una copertina/parodia di quella di Meet the Beatles! (versione statunitense dell'album With the Beatles), con i volti dei Beatles storpiati e resi "mostruosi". Essa fu oggetto di una disputa legale che coinvolse la EMI e la Capitol Records, che intentarono causa ai Residents cercando di bloccare l'uscita dell'LP (sebbene si vociferasse che a George Harrison o a Ringo Starr la copertina piacesse moltissimo, e che avesse persino acquistato una copia del disco).
In seguito alle polemiche, la seconda stampa dell'album, che venne ripubblicato nel 1977 in formato stereo con una durata inferiore di sette minuti, mostrava una copertina diversa mantenendo però una parodia dei Beatles, accreditando i misteriosi membri dei Residents come "John Crawfish, George Crawfish, Paul McCrawfish, & Ringo Starfish", con illustrazioni di creature marine vestite come i Beatles prima maniera. Nelle note del disco venne inserita l'ironica dicitura: "Special thanks to the Beatles, Apple Corp. Ltd and Capitol Records for their invaluable assistance" ("Un grazie speciale ai Beatles, alla Apple Corp. Ltd e alla Capitol per la loro impagabile assistenza"). Nelle note interne del disco viene illustrata la bizzarra teoria musicale del misterioso "N. Senada", la cosiddetta "Teoria dell'organizzazione fonetica" ed è riportato il primo accenno al mai completato progetto cinematografico Vileness Fats.
La prima versione in CD dell'album venne pubblicata nel 1988 con l'inclusione delle tracce presenti nel doppio singolo Santa Dog del 1972, e la copertina originale simil Beatles reintegrata.

## Tracce
Tutti i brani sono opera dei The Residents, eccetto dove indicato.

### Lato A
1. Boots – 1:30
2. Numb Erone – 1:23
3. Guylum Bardot – 1:22
4. Breath and Length – 1:45
5. Consuelo's Departure – 1:55
6. Smelly Tongues – 1:35
7. Rest Aria – 5:41
8. Skratz – 1:18
9. Spotted Pinto Bean – 6:37

Durata totale: 23:06

### Lato B
1. Infant Tango – 6:01
2. Seasoned Greetings – 5:12
3. N-ER-GEE (Crisis Blues) – 9:47

Durata totale: 21:00

### Tracce bonus contenute nella ristampa CD del 1988 (Santa Dog)
1. Fire
2. Lightning
3. Explosion
4. Aircraft Damage

## Formazione
- Wool - voce in Smelly Tongues
- Ruth Essex - voce in Breath and Length
- James Whitaker - pianoforte
- Pamela Wieking - voce
- Philip Friehofner - oboe in Spotted Pinto Bean
- James Aaron - basso e chitarra
- Bobby Tagney - basso in Infant Tango
- The Residents - produzione, composizione, arrangiamento, strumenti vari